# Korskrogen, Avesta kommun
Korskrogen är en småort i Avesta kommun, Dalarnas län belägen i Folkärna socken.
I Korskrogen finns en bygdegård och en by-bastu.